# Hey!ブラザー
「Hey!ブラザー」（ヘイ!ブラザー）は、1981年12月10日に発売されたシャネルズ（後のラッツ&スター）の3枚目のアルバム。

## 解説
- シングル曲を除く全曲が鈴木雅之による作曲、半数が田代マサシによる作詞となっている。

## 収録曲
- 作詞：田代マサシ（特記以外）　全作曲：鈴木雅之　全編曲：シャネルズ・村松邦男

A面
1. TAKE THE A TRAIN〜ハーレム・エクスプレス
2. CAN'T STOP
3. MAMMA
  - 作詞：麻生麗二
4. 愛（いと)しのアンナ
  - リードボーカルは新保清孝。
5. 涙のスウィート・チェリー
  - 作詞：湯川れい子　作曲・編曲：井上大輔
6. GOSPEL SHOUTING

B面
1. ハリケーン
  - 作詞：湯川れい子　作曲・編曲：井上大輔
2. 恋愛専科
  - リードボーカルは田代マサシ。
3. 魂のブラザー
  - 作詞：麻生麗二
4. 妹たちへのラブ・ソング
  - リードボーカルは桑野信義。
5. DANCE! DANCE! DANCE!
6. ラスト・ワーズ
  - 作詞：麻生麗二

## 発売履歴
| 発売日         | レーベル     | 規格 | 規格品番  | 備考   |
| -------------- | ------------ | ---- | --------- | ------ |
| 1981年12月10日 | EPIC・ソニー | LP   | 28 3H-56  |        |
| 1981年12月10日 | EPIC・ソニー | CT   | 28 6H-35  |        |
| 1995年11月22日 | EPIC・ソニー | CD   | ESCB-1684 | CD選書 |
| 2003年12月24日 |              | 配信 |           |        |